# Adrian Findlay
Adrian Findlay, född den 1 oktober 1982, är en jamaicansk friidrottare som tävlar i häcklöpning.
Han var med vid Inomhus-VM 2008 där han tillsammans med Michael Blackwood, Edino Steele och DeWayne Barrett blev silvermedaljörer på 4 x 400 meter efter USA.

## Personliga rekord
- 400 meter häck - 48,93